# ارسلان قاسمی
ارسلان قاسمی (زادهٔ ۱ خرداد ۱۳۷۴)، بازیگر سینما و تلویزیون اهل ایران است.

## کارنامه هنری
ارسلان قاسمی در مجموعه‌های تلویزیونی یوسف پیامبر در نقش کودکی بنیامین و در چشم باد در نقش کودکی بیژن را بازی کرده است. قاسمی فعالیت بازیگری را در سن هفت سالگی در مجموعه تلویزیونی در چشم باد در نقش کودکی بیژن (پارسا پیروزفر) آغاز کرد. وی همچنین در فیلم جعبه موسیقی (فرزاد مؤتمن) نقش اصلی را به‌عهده داشت. وی علاوه بر کار تصویری دو ترانهٔ آفرین و ای کاش را به همراه سینا دست‌خوش با تنظیم محمد جواندر خوانده است، و در مصاحبه با سایت ایران کنسرت به علاقمندی اش به فعالیت در زمینه موسیقی اشاره کرده است. او فارغ‌التحصیل رشته تئاتر و مهندسی معماری است.

## فیلم‌شناسی

### سینما
| سال  | نام فیلم                        | کارگردان         |
| ---- | ------------------------------- | ---------------- |
| ۱۴۰۱ | جزیره فضایی تورنادو۲            | سید جواد هاشمی   |
| ۱۴۰۰ | لایه‌های دروغ                    | رامین سهراب      |
| ۱۳۹۹ | حکم مادری                       | سیامک صرافت      |
| ۱۳۹۹ | اتومبیل                         | علی میری رامشه   |
| ۱۳۹۸ | مرده خور                        | صادق دقیقی       |
| ۱۳۹۸ | تورنا۲                          | سید جواد هاشمی   |
| ۱۳۹۷ | پیشونی سفید ۳                   | سید جواد هاشمی   |
| ۱۳۹۶ | پیشونی سفید ۲                   | سید جواد هاشمی   |
| ۱۳۹۶ | هشتگ                            | رحیم بهبودی فر   |
| ۱۳۹۶ | داش آکل                         | محمد عرب         |
| ۱۳۹۵ | ماه گرفتگی                      | مسعود اطیابی     |
| ۱۳۹۴ | اسید                            | بهنود محمدی پور  |
| ۱۳۹۳ | صفر                             | مسعود یزدانی فر  |
| ۱۳۹۲ | آنچه مردان درباره زنان نمی‌دانند | قربان محمدپور    |
| ۱۳۹۲ | بی واسطه                        | رسول کاسه ساز    |
| ۱۳۹۱ | رسوایی                          | مسعود ده‌نمکی     |
| ۱۳۸۷ | تاکسی نارنجی                    | ابراهیم وحیدزاده |
| ۱۳۸۷ | کلانتری غیرانتفاعی              | یدالله صمدی      |
| ۱۳۸۷ | خاطرات فردا                     | حمیدرضا حافظی    |
| ۱۳۸۶ | جعبه موسیقی                     | فرزاد مؤتمن      |
| ۱۳۸۵ | قاصدک روی شانه                  | مسعود آب پرور    |
| ۱۳۸۴ | شام عروسی                       | ابراهیم وحیدزاده |
| ۱۳۸۴ | خاک سرد                         | رضا سبحانی       |

### تلویزیون
| سال  | نام سریال                          | کارگردان               |
| ---- | ---------------------------------- | ---------------------- |
| ۱۴۰۳ | فریبا                              | محمود معظمی            |
| ۱۴۰۱ | دردسرهای شیرین                     | سهیل موفق              |
| ۱۴۰۰ | یاور                               | سعید سلطانی اصغر نعیمی |
| ۱۳۹۸ | سلام آقای مدیر                     | علیرضا توانا           |
| ۱۳۹۸ | از یادها رفته                      | بهرام بهرامیان         |
| ۱۳۹۷ | لحظه گرگ و میش                     | همایون اسعدیان         |
| ۱۳۹۷ | تعطیلات رؤیایی                     | علیرضا امینی           |
| ۱۳۹۵ | آرام می‌گیریم                       | روح‌الله سهرابی         |
| ۱۳۹۴ | معمای شاه                          | محمدرضا ورزی           |
| ۱۳۹۳ | سال‌های ابری                        | مهدی کرم پور           |
| ۱۳۹۳ | هفت سنگ                            | علیرضا بذرافشان        |
| ۱۳۹۲ | هوش سیاه ۲                         | مسعود آب پرور          |
| ۱۳۹۰ | تا ثریا                            | سیروس مقدم             |
| ۱۳۸۹ | فاصله‌ها                            | حسین سهیلی زاده        |
| ۱۳۸۹ | مزرعه بی بی گندم                   | امین امانی             |
| ۱۳۸۹ | هوش سیاه                           | مسعود آب پرور          |
| ۱۳۸۷ | یوسف پیامبر                        | فرج‌الله سلحشور         |
| ۱۳۸۷ | در چشم باد                         | مسعود جعفری جوزانی     |
| ۱۳۸۷ | خاطرات فردا                        | حمیدرضا حافظی          |
| ۱۳۸۳ | ۱۰۱ راه برای ذله کردن پدر و مادرها | حجت قاسم‌زاده اصل       |

### نمایش خانگی
| سال  | نام سریال               | کارگردان            |
| ---- | ----------------------- | ------------------- |
| ۱۴۰۱ | آنتن                    | سید ابراهیم عامریان |
| ۱۴۰۰ | شبهای مافیا پدرخوانده ۱ | سعید ابوطالب        |
| ۱۳۹۸ | شام ایرانی ۲            | سعید ابوطالب        |
| ۱۳۹۸ | خواب زده                | سیروس مقدم          |
| ۱۳۹۱ | نفوذ                    | آرش تیمورنژاد       |

### تئاتر
| سال  | نام نمایش           | کارگردان   |
| ---- | ------------------- | ---------- |
| ۱۳۹۶ | وصیت نامه خانم سارا | زری اماد   |
| ۱۳۹۵ | به علت ضیق مکان     | حامد وکیلی |